# Бытув
Бы́тув (кашубск. Bëtowò, пол. Bytów), Бютов (нем. Bütow) — город в Польше, входит в Поморское воеводство, Бытувский повят. Административный центр городско-сельской гмины Бытув. Занимает площадь 8,72 км². Население — 16 475 человек (на 2022 год). С 1975 по 1998 года город административно входил в состав Слупского воеводства.

## Достопримечательности
Охраняемые законом памятники:
- Центр города,
- Колокольня бывшего костёла Святой Екатерины, ныне художественная галерея, ул. Старокостельная, пол. XIV в.,
- Кирха Святой Елизаветы, ныне принадлежит римско-католической церкви и находится костёл Святой Екатерины Александрийской и Святого Иоанна Крестителя, построена по образцу церкви Святого Матфея в Берлине проекта Ф. А. Штюлера, 1847-1854, ул. Иоанна Павла II, 16,
- Церковь Святого Юрия (Георгия), бывшая евангелическая церковь, ныне греко-католическая церковь, ул. Иосифа Слипия, XVII в, кладбище,
- Тевтонский замок, XIV / XV вв., XVI / XVII вв.,
- Замковая мельница, ул. Млынская 6, 1791, ныне ресторан,
- Многоквартирные дома, ул. Иоанна Павла II № 10, 12, 14, XVIII/XIX в.,
- Здание банка (ob. Pekao S.A. ), Ул. Бауэра, 3, XIX в.,
- Дом, ул. 1 мая 2, нач. ХІХ в.,
- Здание почты, ул. Войска Польского, 10, примерной постройки в 1800 года,
- Дом, ул. Войска Польского, 22, постройки ХІХ в.,
- Житница, ул. Садовая, 10, фахверк, постройки ХІХ в.,
- Железнодорожный (каменно-кирпичный) мост через реку Боруя, 1882-1884 гг.

Ценными памятниками архитектуры (незащищенными) являются:
- Здание больницы на ул. Лемборской, 1933, об. расширенный,
- Здание в стиле "Модернизма" 30-х годов. ХХ в., ул. Проста 3,
- Здание в стиле "Модернизма" 1935 года (проект), ул. Зеленая 2-4,
- Виадук над железнодорожными путями, в первоначальном варианте построенный до войны. Во время Второй мировой войны был снесен один пролет. В Щецине точно так же снесли Баумбрюкке при близкой конструкции, однако, сама ферма не получила повреждений. Таким образом, Баумбрюкке был перевезен и снова собран в Бытуве. Некоторое время сосуществовали оба пролета – довоенный и привезенный из Щецина, позже первоначальный довоенный пролет был снесен[3].

## Транспорт
Через город проходят дороги:
- Национальная дорога № 20: Старгард – Щецинек – Бытув – Гдыня
- Воеводская дорога № 209: Варшково – Бытув
- Воеводская дорога № 228: Бытув – Картузы
- Воеводская дорога № 212: Осово-Лемборске – Бытув – Хойнице – Камёнка

### Железная дорога
Железная дорога дошла до города со стороны Слупска в 1884; в 1901 году они были объединены с Липуш, в 1902 с Лемборком, в 1909 с Мястко. Таким образом, Бытув стал узловой станцией, однако после прохождения фронта в 1945 году участки Бытув-Леборк, а так же Бытув-Мястко были разобраны. Железнодорожное пассажирское сообщение было окончательно прекращено в 1991 году.
Местное правительство воеводства предусматривает в будущем ввод в эксплуатацию железнодорожного сообщения с Гданьском и Гдыней, что позволило ввести в эксплуатацию в 2015 году Поморской столичной железной дороги.

## Образование
В Бытуве есть 3 начальной школы, 4 основных школ, учебный и воспитательный центр и филиал государственной музыкальной школы первой и второй степени в Слупске.

## Религия
В городе религиозная деятельность осуществляется Римско-Католическая Церковь, который имеет два прихода (святой Екатерины и святого Филиппа Нери), Греко-Католическая Церковь византийско-украинского обряда, Пятидесятническая Церковь – протестантская сообщество по характеру евангелической и Свидетели Иеговы.
- Греко-католическая церковь
  - Приход Святого Георгия (Юрия)
- Римско-католическая церковь
  - Приход святого Филиппа Нери
  - Приход Святой Екатерины Александрийской и Святого Иоанна Крестителя – костёл Святой Екатерины Александрийской и Святого Иоанна Крестителя
- Пятидесятническая церковь – собрание в Бытув
- Свидетели Иеговы.
  - Зал царство (включая русскоязычную группу)

## Города-побратимы[5]
- Маркарюд, Швеция (1996)
- Залещики, Украина (1997)
- Франкенберг, Германия (2008)

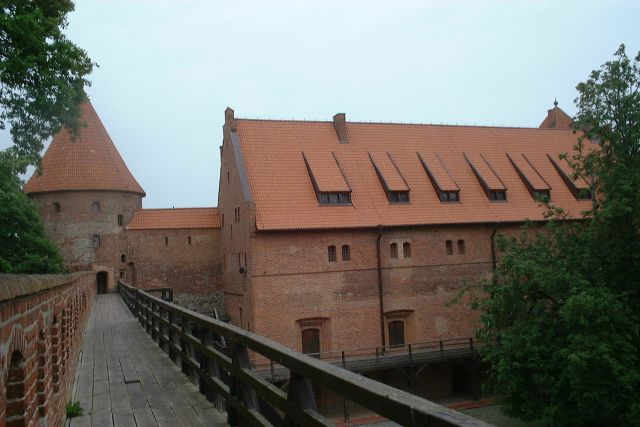
Бытув

- Уинона, США (2004)
- Гданьск, Польша (2007)
- Таураге, Литва (2017)